# أتارهار
أتارهار هي قرية في مجمع خيرون من منطقة ري باريلي، ولاية أوتار براديش، الهند. وتقع على بعد 21 كيلو متر من لالقغانج، مقر تحصيل. واعتبارا من عام 2011 بلغ عدد سكانها 3296 نسمة في 626 أسرة.  وبها مدرستان ابتدائيتان ولا توجد بها أي مرافق رعاية صحية. 
سجل تعداد عام 1961 أن أتراهار (باسم «أترا هار») تتكون من 5 قرى، حيث يبلغ إجمالي عدد سكانها 1407 نسمة (680 ذكور و 727 إناث)، في 269 أسرة و 229 منزل فعلي. وقدِّرت مساحة القرية 865 فداناً. 
سجل تعداد 1981 أن مدينة أتراهار يبلغ عدد سكانها 1867 نسمة، في 333 أسرة، وتبلغ مساحتها 350.47 هكتارًا.  تم تقديم الأطعمة الأساسية مثل القمح والأرز. 